# Gaetano Mura
Gaetano Mura (Cala Gonone, 7 luglio 1968) è un navigatore e velista italiano.

## Biografia
Specialista in navigazioni solitarie, vive a Cala Gonone, in Sardegna, ed è sposato con Carla De Gioannis, nuotatrice e fotografa .
Il suo interesse verso il mare e il mondo della vela inizia quando, ancora adolescente, si imbarca come mozzo nei pescherecci. Dopo questa prima esperienza di vita di bordo in cui apprende le basi della navigazione,  affina le sue competenze nautiche al comando di alcune imbarcazioni adibite al trasporto dei turisti durante il periodo estivo. Il rispetto dell'ambiente lo accompagna in tutta la sua esperienza di marinaio e navigatore: a vent'anni acquista un veliero d'epoca di 23 metri, il 'Dovesesto', che restaura grazie all'aiuto di alcuni amici e con il quale avvierà un progetto di navigazione sostenibile nelle acque del Golfo di Orosei. 
Negli anni a seguire, la conoscenza del mare e la sua esperienza di navigatore hanno determinato un impegno attivo verso le tematiche ambientali.  realizzazione di una mostra fotografica intitolata Pesce fuor d’acqua ospitata a Cala Gonone e in diverse città: le foto ritraggono Gaetano Mura in un contesto marittimo inquinato, in modo evidente, da una moltitudine di oggetti di plastica. 
L'autrice delle immagini è la moglie, Carla De Gioannis.
Da sempre appassionato di navigazione in solitaria, nel 2009 prende parte alla Mini Transat, una regata transatlantica che parte dal nord della Francia per arrivare ai Caraibi, riservata a imbarcazioni mini 650. Le riprese da lui realizzate nel corso di questa esperienza daranno vita a un documentario, premiato con il "Paladino d'oro" allo Sport film festival 2010 di Palermo.
La partecipazione alla Mini Transat rappresenta l'esordio nel mondo delle regate oceaniche in solitario. Due anni dopo, nel 2011, nel cantiere di Bert Mauri, nei pressi di Rimini, viene progettata dall'architetto navale Sam Manuard una class40, la Black Sam, con la quale partecipa nel 2013 alla regata Les Sables-Horta-Les Sables. Nello stesso anno, a novembre, gareggia insieme a Sam Manuard nella regata oceanica Transat Jacques Vabre. In questa gara ha un incidente: disalbera a causa della rottura dello strallo. Riesce comunque a riparare il danno e a portare a termine la regata. Dopo la partecipazione alla Transat Jacques Vabre, viene nominato velista del mese dal Giornale della Vela, rivista italiana del settore. 
Nel 2015 vince la Roma x1, importante competizione italiana nel mondo della vela.
Nel 2016 intraprende il Solo Round the Globe Record,  il giro del mondo in solitario. Il 15 ottobre salpa da Cagliari  sulla class40 “Italia”, con l'obiettivo di battere il record del mondo del navigatore cinese Go Chuan, stabilito nel 2013 in 137 giorni. 
Dopo aver attraversato il Mediterraneo, l'Oceano Atlantico, e doppiato il Capo di Buona Speranza, raggiunge l'Oceano Indiano dove la navigazione si interrompe il 31 dicembre senza battere il record di velocità a causa di alcuni incidenti: l'urto contro un oggetto galleggiante danneggia i timoni e, successivamente, durante una depressione meteorologica, "Italia" subisce un'avaria che determina un cambiamento di rotta verso il porto di Fremantle, città portuale dell'Australia. 
Questa esperienza in solitario è stata trasposta nello spettacolo Gaetano Mura Solo costituito dalla lettura dei suoi diari di bordo e dalla narrazione di alcune vicende. I suoni originali registrati durante la traversata oceanica fanno parte integrante della rappresentazione. 
Nel 2017, il Giornale della Vela lo elegge Velista dell'anno per le sue "abilità sportive e capacità di promuovere lo sport della vela".
Nel libro autobiografico Le sirene hanno smesso di cantare Mura racconta diverse vicende legate alle navigazioni, alle regate, e il suo primo approccio alla vita marittima, come il lavoro nei pescherecci. Non mancano frammenti della sua vita a terra con la descrizione dei luoghi a lui cari, come il paese natìo Cala Gonone, nonché tanti ricordi e riflessioni sulla navigazione in solitaria.

## Palmarès
| Anno | Competizione (class 40)          | Posizione |
| 2015 | Roma x1                          | 1°        |
| 2015 | Centomiglia Cagliari             | 1°        |
| 2013 | Les Sables-Horta-Les Sables      | 3°        |
| 2012 | Rolex Middle Sea Race            | 2°        |
| 2012 | Palermo-Montecarlo               | 1°        |
| 2010 | Mini Gp d'Italia                 | 2°        |
| 2006 | Corsica x2 con Riccardo Apolloni | 2°        |

## Partecipazioni varie
| Anno | Competizione                                       |
| ---- | -------------------------------------------------- |
| 2013 | Transat Jacques Vabre (class 40)                   |
| 2009 | Mini Transat La Charente Maritime-Bahia (class 40) |
| 2009 | Mini Gp d'Italia (class 40)                        |
| 2009 | Grand-8 5 (class 40)                               |
| 2008 | Sanremo Minisolo (class 40)                        |
| 2008 | Mini Gp d’Italia                                   |
| 2008 | Mini solo                                          |
| 2008 | Les Sables-Horta                                   |
| 2008 | Mini Fastnet                                       |
| 2007 | Course de Lyon                                     |
| 2007 | Gran premio d’Italia                               |
| 2007 | Minisolo                                           |
| 2004 | Roma x3                                            |

## Riconoscimenti
- Velista del mese (Giornale della vela) nel 2013[21]

- Velista dell'anno (Giornale della vela) nel 2017[12]

- Premio "Navicella" nel 2017[22]

- Premio "Mamuthone e Issohadore" nel 2017[23]